# Виала, Агриколь
Жозеф Агриколь Виала (фр. Joseph Agricol Viala; 22 сентября 1780, Авиньон — 6 июля 1793, Комон-сюр-Дюранс) — мальчик, ставший в 12 лет героем Французской революционной армии.

## Жизнь

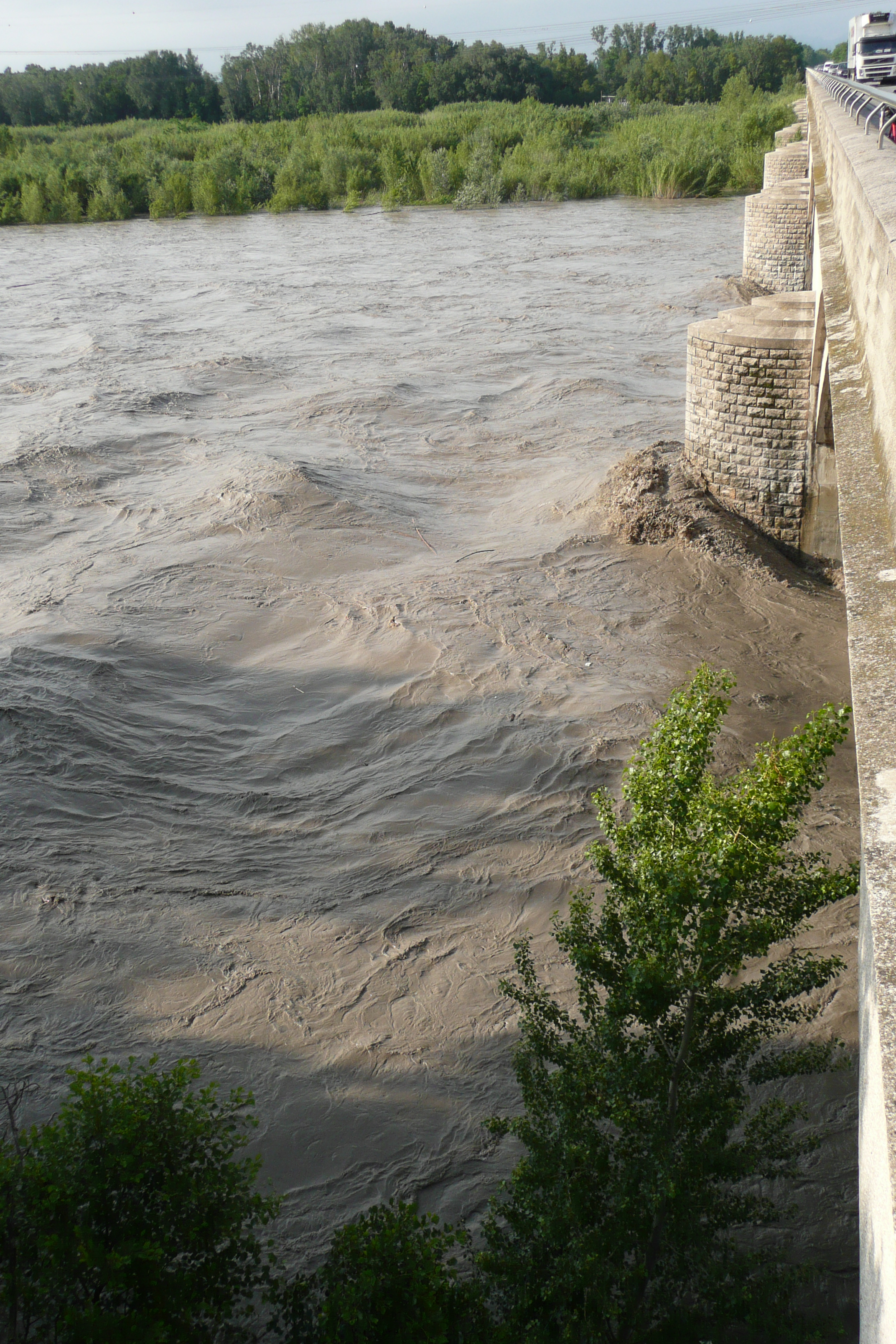
Современный каменный мост Бонпас через реку Дюранс, 2008 год

Виала родился 22 сентября 1780 года в Авиньоне, и жил там, когда в 1793 году после падения жирондистов в Париже вспыхнуло восстание федералистов на юге Франции. К ним присоединились французские и британские роялисты, и был установлен контроль над городами Марсель и Тулон. Жирондисты были вынуждены оставить Ним, Арль, Экс-ан-Прованс и отступить к Авиньону. Жители Ламбеска и Тараскона присоединились к федералистам из Марселя, и все вместе они направились к реке Дюранс, чтобы после её форсирования продолжить поход на Лион, который также восстал против центрального правительства в Париже. Федералисты надеялись уничтожить Конвент и положить конец Великой французской революции.
Жозеф Агриколь Виала был племянником Агриколя Моро, якобинца из Авиньона, редактора газеты «Курьер Авиньона» (фр. Courrier d'Avignon) и главы департамента Воклюз. Агриколь Виала возглавил национальную гвардию юных якобинцев, «Надежду Родины» (фр. Espérance de la Patrie), сформированную из городских юношей.
Услышав новость о приближении вражеских сил со стороны Марселя в начале июля 1793 года, республиканцы (в основном, из Авиньона) приняли решение, что федералистов необходимо остановить при пересечении реки Дюранс. Так как республиканцы численно уступали противнику, то единственным решением было уничтожить понтонный мост Бонпас, обрубив канаты, крепящие понтоны. Но для осуществления этого плана необходимо было пройти по открытому пространству, пересечь дорогу и действовать под прямым огнём противника. Никто не мог решиться на столь рискованную операцию, однако 12-летний Виала, схватив топор и добежав до моста, стал рубить канат. Он оказался целью сразу для нескольких мушкетных ружей, и спустя секунды был смертельно ранен, так и не выполнив задуманное. Один из очевидцев вспоминал:

Напрасно они пытались удержать его. Невзирая на опасность, никто не мог остановить его от выполнения дерзкого плана. Он схватил сапёрный топор и выстрелил в противника несколько раз из своего мушкета. Несмотря на мушкетные пули, свистевший вокруг него, он добрался до берега и ударил верёвку со всей силы. Удача, казалось, сопутствовала ему. Он почти завершил свою опасную задачу не будучи раненным, когда в тот момент мушкетная пуля вошла ему в грудь. Он ещё смог встать, но снова упал и громко крикнул [на провансальском диалекте] «M’an pas manqua ! Aquo es egaou; more per la libertat» (рус. Они помешали мне! Всё равно — я умираю за свободу). После этого возвышенного прощания, он умер. Без жалоб и сожаления.
Хотя Виала и не смог остановить федералистов, однако это дало республиканцам возможность осуществить организованное отступление. По преданию, солдаты, которые слышали последние слова мальчика, попытались забрать тело, но вынуждены были отступить. Труп был поруган и изуродован переходящими реку роялистами. Узнав о смерти сына, мать Виала сказала: «Он умер за отечество!».

## Почитание

### XVIII век
Виала и Жозеф Бара были самыми известными детьми-героями Французской революции, хотя Виала совершил свой подвиг позже и был менее известен. По сути, якобинская пресса не писала о нём вплоть до 18 февраля 1794 года. В тот день перед Конвентом выступил Робеспьер и назвал Агриколя одним из величайших героев Революции: «по какой странности судьбы или невежеству ещё один юный герой остался забыт?». По просьбе Бертрана Барьера Ассамблея проголосовала за то, чтобы перезахоронить останки Виала в Пантеоне. Церемония была назначена на 18, но позже была перенесена на 28 июля. К тому времени сам Робеспьер впал в немилость, и в назначенный день состоялась лишь его собственная казнь. Однако в течение прериаля Клод-Франсуа де Пайан опубликовал «Краткую историю Агриколя Виала» (фр. Précis historique sur Agricol Viala). 18 июля состоялось народное празднество в Авиньоне «в честь Бара и Виала». Гравировка портрета Виала также была распространена по всем начальным школам страны, а оригинал ныне находится в Версале.
Гравер Пьер-Мишель Аликс (1762—1817) выполнил бюст Виала. Луи Эммануэль Жадэн (1768—1853) написал одноактную пьесу «Agricol Viala, ou Le jeune héros de la Durance» (рус. Агриколь Виала или молодой герой Дюранса), поставленную в Париже 1 июля 1794 года. В том же году была написана Походная песня, четвёртый куплет которой должен был исполняться детьми. Он посвящён Бара и Виала. В 1795 году на воду был спущен французский военно-морской корабль, названный «Виала» (фр. Viala) и имевший на вооружении 78 орудий.

### XIX и XX век

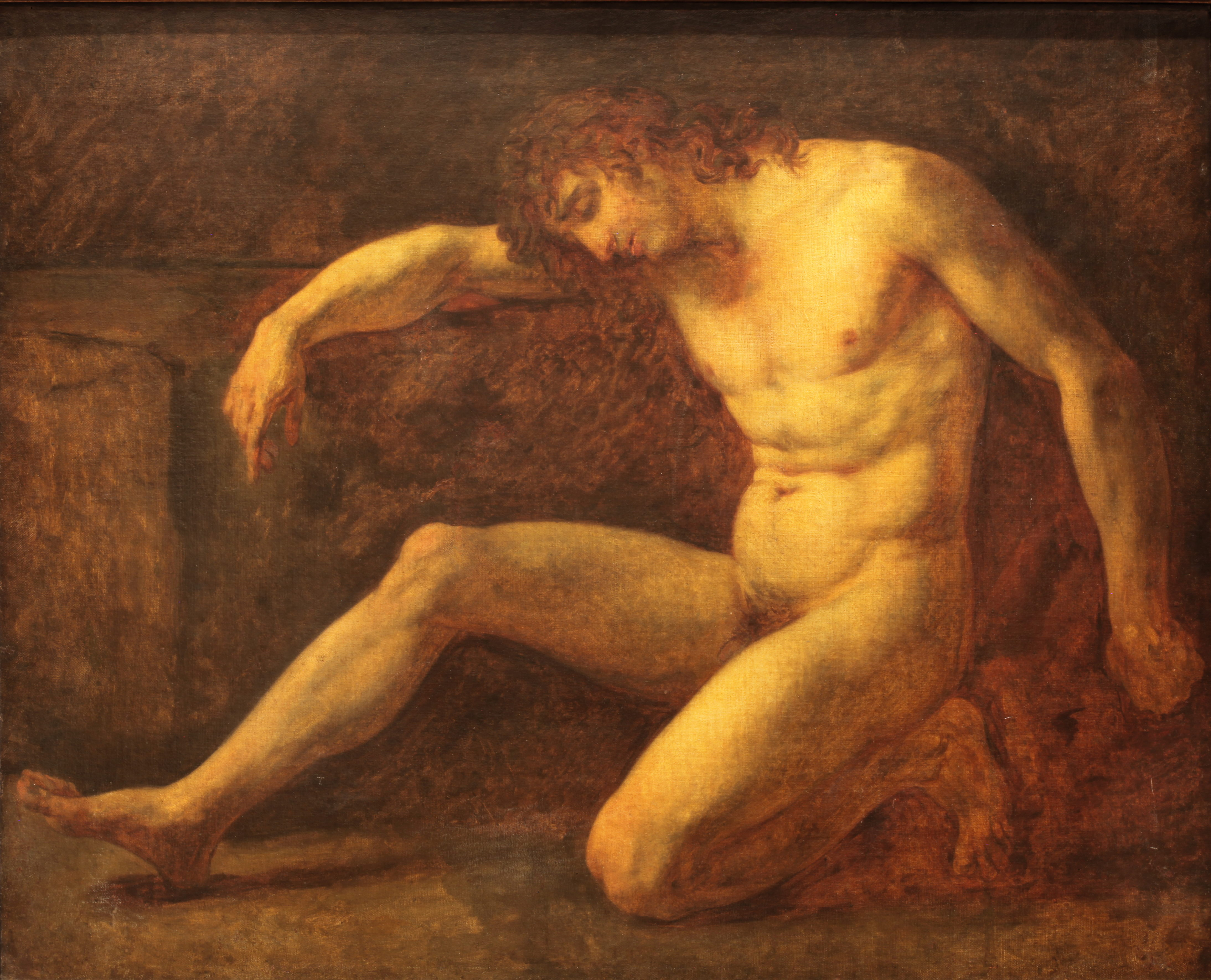
Смерть Виала, Поль Прюдон

В 1822 году скульптор Антуан Алье создан в натуральную величину бронзовый памятник Виала, изобразив его нагим. Агриколь в его работе держит правой рукой топор, а левой — держится за столб с кольцом, к которому привязан канат. Изначально работа была выставлена в Лувре, но в июне 1993 года была перенесена в пригород Булонь-сюр-Мер и установлена на площади Гюстава Шерпантье. Поль Прюдон создал символическую иллюстрацию, названную «Смерть Виала» (фр. The death of Viala). По мнению некоторых, Агриколь Виала и Жозеф Бара послужили источником вдохновения для создания Виктором Гюго образа Гавроша в его романе «Отверженные».
Во время Третьей французской республики историография и научная литература вновь вызвали интерес общественности к фигуре Бара и Виала. Виала является одним из 660 личностей, чьи имена выгравированы на Триумфальной арке (имя Виала находится в 18-м столбце). В XV округе Парижа имеется улица, носящая его имя.

## Контрверсия
Во время историографической борьбы между сторонниками революции и её противниками, некоторые историки попытались доказать, что Виала спровоцировал федералистов на выстрел демонстрацией непристойных жестов.